# Filmografia Dylana Sprouse’a
Artykuł przedstawia wszystkie filmy, seriale i inne przedsięwzięcia w których wziął udział Dylan Sprouse – amerykański aktor znany z seriali Nie ma to jak hotel i Suite Life: Nie ma to jak statek.

## Filmy
| Rok premiery | Tytuł                                             | Rola                      | Uwagi                                              | Źródło            |
| ------------ | ------------------------------------------------- | ------------------------- | -------------------------------------------------- | ----------------- |
| 1999         | Super tata                                        | Julian McGrath            |                                                    | [ 2 ] [ 3 ] [ 4 ] |
| 1999         | Żona astronauty                                   |                           |                                                    | [ 3 ] [ 4 ]       |
| 2001         | Pamiętnik seksoholika                             | Sammy Jr.                 | wydany bezpośrednio na wideo                       | [ 4 ]             |
| 2001         | Czy Św. Mikołaj się rozwodzi?                     | Justin Carver             |                                                    | [ 4 ]             |
| 2002         | Mistrz kamuflażu                                  | Młody Pistachio Disguisey |                                                    | [ 3 ] [ 4 ]       |
| 2002         | Osiem szalonych nocy                              | KB Toys (dubbing)         |                                                    | [ 3 ] [ 4 ]       |
| 2003         | Jack jabłkobójca                                  | Jack Pyne                 | film krótkometrażowy                               | [ 4 ]             |
| 2003         | To tylko gra                                      | Dylan Martin              | wydany bezpośrednio na wideo                       | [ 4 ]             |
| 2004         | The Heart Is Deceitful Above All Things           | Jeremiah                  |                                                    | [ 4 ]             |
| 2005         | Skarbonka                                         | Młody John                | Alternatywny tytuł: Born Killers                   | [ 5 ] [ 4 ]       |
| 2006         | Holidaze: The Christmas That Almost Didn't Happen | Dzieciak (dubbing)        | wydany bezpośrednio na wideo                       | [ 6 ] [ 4 ]       |
| 2007         | Książę i żebrak – hollywoodzka opowieść           | Tom Canty                 |                                                    | [ 2 ] [ 7 ] [ 4 ] |
| 2008         | Kudłaty zaprzęg                                   | Shasta (dubbing)          | wydany bezpośrednio na wideo                       | [ 4 ]             |
| 2009         | The Kings of Appletown                            | Will                      | Oficjalna premiera Newport Beach 2010 rok          | [ 3 ] [ 4 ]       |
| 2010         | Kung Fu Magoo                                     | Justin Magoo              | wydany bezpośrednio na wideo                       | [ 4 ]             |
| 2011         | Nie ma to jak bliźniaki: Film                     | Zack Martin               |                                                    | [ 3 ] [ 4 ]       |
| 2017         | That High and Lonesome Sound                      |                           | film krótkometrażowy                               | [ 8 ]             |
| 2017         | Dismissed                                         | Lucas Ward                | wydany bezpośrednio na wideo                       | [ 9 ]             |
| 2018         | Carte Blanche                                     | Gideon Blake              | film niezależny                                    | [ 10 ]            |
| 2018         | Banana Split                                      | Nick                      | w post produkcji                                   | [ 11 ]            |
| 2018         | Daddy                                             | Paul                      | film krótkometrażowy; wydany bezpośrednio na wideo | [ 12 ]            |
| 2018         | Turandot                                          | Calaf                     |                                                    | [ 13 ]            |
| 2019         | Tyger, Tyger                                      | Luke                      | główna rola                                        | [ 14 ]            |
| 2020         | After We Collided                                 | Trevor Matthews           |                                                    | [ 15 ] [ 16 ]     |
| 2022         | My Fake Boyfriend                                 | Jake                      | jedna z głównych ról                               | [ 17 ]            |
| 2023         | Piękna katastrofa                                 | Travis Maddox             | jedna z głównych ról                               | [ 18 ]            |
| 2023         | The Duel                                          | Colin                     | jedna z głównych rol                               | [ 19 ]            |
| 2024         | Piękna katastrofa 2                               | Travis Maddox             | jedna z głównych ról                               | [ 20 ]            |
| 2024         | Aftermath. Most w ogniu                           | Eric Daniels              | jedna z głównych ról                               | [ 21 ]            |
| 2024         | Behind the Lines                                  |                           |                                                    | [ 22 ]            |
| 2025         | Under Fire                                        | Griff                     | jedna z głównych ról                               | [ 23 ]            |

## Seriale
| Rok     | Tytuł                            | Rola          | Uwagi                                            | Źródło      |
| ------- | -------------------------------- | ------------- | ------------------------------------------------ | ----------- |
| 1993–98 | Grace w opałach                  | Patrick Kelly |                                                  | [ 2 ] [ 4 ] |
| 1998    | MADtv                            | Dzieciak      | 2 epizody                                        | [ 4 ]       |
| 2001    | Koszmarny pokój                  | Buddy         | Epizod: „Scareful What You Wish For”             | [ 4 ]       |
| 2001    | Różowe lata siedemdziesiąte      | Bobby         | Epizod: „Eric's Depression”                      | [ 4 ]       |
| 2005–08 | Nie ma to jak hotel              | Zack Martin   |                                                  | [ 2 ] [ 4 ] |
| 2006    | Nowa szkoła króla                | Zam (dubbing) | epizod: „Oops, All Doodles/Chipmunky Business”   | [ 4 ]       |
| 2006    | Świat Raven                      | Zack Martin   | Epizod: „That's So Suite Life of Hannah Montana” | [ 4 ]       |
| 2008    | Jim wie lepiej                   | on sam        | Epizod: „I Drink Your Milkshake”                 | [ 4 ]       |
| 2008–11 | Suite Life: Nie ma to jak statek | Zack Martin   |                                                  | [ 2 ] [ 4 ] |
| 2009    | Czarodzieje z Waverly Place      | Zack Martin   | Epizod: „Wizards on Deck with Hannah Montana     | [ 4 ]       |
| 2009    | Hannah Montana                   | Zack Martin   | Epizod: „Wizards on Deck with Hannah Montana”    | [ 4 ]       |
| 2010    | Ja w kapeli                      | Zack Martin   | Epizod: „Weasels on Deck”                        | [ 4 ]       |
| 2012    | Z innej beczki                   | on sam        | Epizod: „Cole and Dylan Sprouse”                 | [ 4 ]       |
| 2021    | The Sex Lives of College Girls   | Nico          |                                                  | [ 24 ]      |

## Teledyski
| Rok  | Tytuł           | Artysta                            | Rola                | Źródło        |
| ---- | --------------- | ---------------------------------- | ------------------- | ------------- |
| 2018 | Consequences    | Camila Cabello                     | były chłopak Camili | [ 26 ] [ 27 ] |
| 2019 | Think About You | Kygo Feat. Valerie Broussard       | Jax                 | [ 29 ]        |
| 2022 | The Widow Maker | Carpenter Brut Feat. Alex Westaway |                     | [ 30 ]        |

## Inne
| Rok  | Tytuł                                      | Rola                 | Uwagi                                                             | Źródło |
| ---- | ------------------------------------------ | -------------------- | ----------------------------------------------------------------- | ------ |
| 2018 | The Super Slow Show                        | on sam               | seria internetowa; epizod: „Hollywood Stunt Falls in Slow Motion” | [ 31 ] |
| 2018 | Total War: Warhammer II                    | Alith Anar (dubbing) |                                                                   | [ 32 ] |
| 2020 | Kingdom Hearts 3: Remind                   | Yozora (dubbing)     |                                                                   | [ 33 ] |
| 2020 | Beyond Kuiper: The Gallactic Star Alliance | Odian Spek (głos)    | audiobook                                                         | [ 34 ] |